# Bruno Capacci
Bruno Capacci, (Venetië 1906 - Ukkel 1996), was een Italiaanse dichter, surrealistische schilder en tekenaar en keramist.
Hij was gehuwd met de Belgische kunstenares Suzanne Van Damme.

## Biografie
Bruno Capacci werd geboren in Venetië. Hij studeerde aan de Accademia di Belle Arti in Venetië en later aan de Accademia di Belle Arti e Liceo Artistico in Florence.
Van 1926 tot 1930 woonde en werkte hij in New York.
In 1930 verhuisde hij naar Parijs. Hij werd er samen met Giorgio di Chirico, Gino Severini, Giuseppe Magni, Alberto Magnelli en Léonor Fini lid van "Les Italiens de Paris", een politiek georiënteerde kunstbeweging. In het café "Le Dôme" ontmoette hij de Belgische kunstenares Suzanne Van Damme, waarmee hij meer dan 50 jaar getrouwd zou blijven.
Op kunstgebied waren de jaren '30 waren zijn "metafysische periode". Capacci was beïnvloed door Giorgio de Chirico en door grote meesters van de Renaissance zoals Paolo Ucello en Domenico Ghirlandaio.
in 1939, bij het begin van de tweede wereldoorlog ging het echtpaar in Brussel wonen. Tijdens de oorlog raakten ze bevriend met Franse en Belgische surrealisten, zoals met de dichters Paul Eluard, Paul Colinet, Marcel Lecomte, Louis Scutenaire en Henri Bauchau in België en in Frankrijk met André Breton, Marcel Duchamp, Jean Cocteau, Federico Fellini, Jean Paulhan, acteur Louis Jouvet en vele anderen.
Bruno Capacci ging nu in een surrealistische stijl werken, met hoogtepunt tussen 1947 en 1955.
In 1947 nodigde André Breton de echtgenoten Bruno Capacci en Suzanne Van Damme uit om deel te nemen aan de "Internationale Tentoonstelling van het Surrealisme" in Galerie Maeght in Parijs. Zij exposeerden er samen met beroemde tijdgenoten zoals Jean Arp, Marcel Duchamp, Max Ernst, Alberto Giacometti, Arshile Gorky, Roberto Matta, Joan Miro, Man Ray, Dorothea Tanning en vele anderen.
Capacci's schilderijen werden steeds verfijnder en poëtischer, vol verbeelding en levensvreugde. Hij publiceerde ook surrealistische gedichten zoals "La balustrade du Possible" in 1949.
Na de oorlog ging het echtpaar in Florence wonen. Ze bouwden een prachtig huis met een indrukwekkend uitzicht op de omliggende heuvels van Fiesole.
In het begin van de jaren '60 werd zijn werk abstracter, soms met figuren, soms samengesteld uit tekens en symbolen, net als zijn echtgenote. Verschillende kunstwerken ontstonden trouwens uit een samenwerking van beide echtgenoten, vooral gemengde technieken.
Capacci was een all-round kunstenaar.  Hij begon reeksen keramiek te maken zoals tegels, schalen, lampen, borden, vazen en salontafels die zeer in trek waren, ook bij rijke Amerikanen. Elk jaar exposeerde het echtpaar in de Amerikaanse galeries. Zijn borden werden geproduceerd bij Haviland in Limoges, Christofle in Parijs en Rosenthal in Duitsland. Hij werkte ook met marmer en mozaïek en maakte panelen met "korstvorming" geïnspireerd op oude Etruskische en Byzantijnse kunst.
In 1970 kwamen de echtgenoten opnieuw naar Brussel wonen, in een huis in de buurt van de Louisalaan.
Suzanne Van Damme overleed in 1986. Bruno Capacci zou haar 10 jaar overleven.

## Werk in Musea
Museum Boijmans Van Beuningen, Rotterdam https://www.boijmans.nl/collectie/kunstenaars/30419/bruno-capacci
Moma, New York https://www.moma.org/artists/957
The Israelian Museum, Jerusalem https://www.imj.org.il/en/artistec/bruno-capacci